# Бриту, Эстеван ди
Эстеван ди Бриту (порт. Estêvão de Brito, ок. 1570, Серпа — 1641, Малага) — португальский композитор-полифонист.

## Биография
Учился в Эворском соборе у Филипи ди Магальянша. В 1597—1613 руководил капеллой в кафедральном соборе Бадахоса, затем — в кафедрале Малаги, где за полвека до него служил Кристобаль де Моралес. В 1618 Бриту было предложено место капельмейстера в королевской капелле Мадрида, он по неизвестным причинам от него отказался и остался в Малаге, где и умер.

## Сочинения
Сочинял вильянсико и канцонетты к Рождеству и Корпус Кристи. Эти сочинения погибли в 1755 при Лиссабонском землетрясении и пожаре, уцелела лишь их опись в каталоге. Частично сохранились его литургические сочинения — мотеты, мессы, псалмы, авторство некоторых из них, впрочем, спорно.